# Reboque automotivo

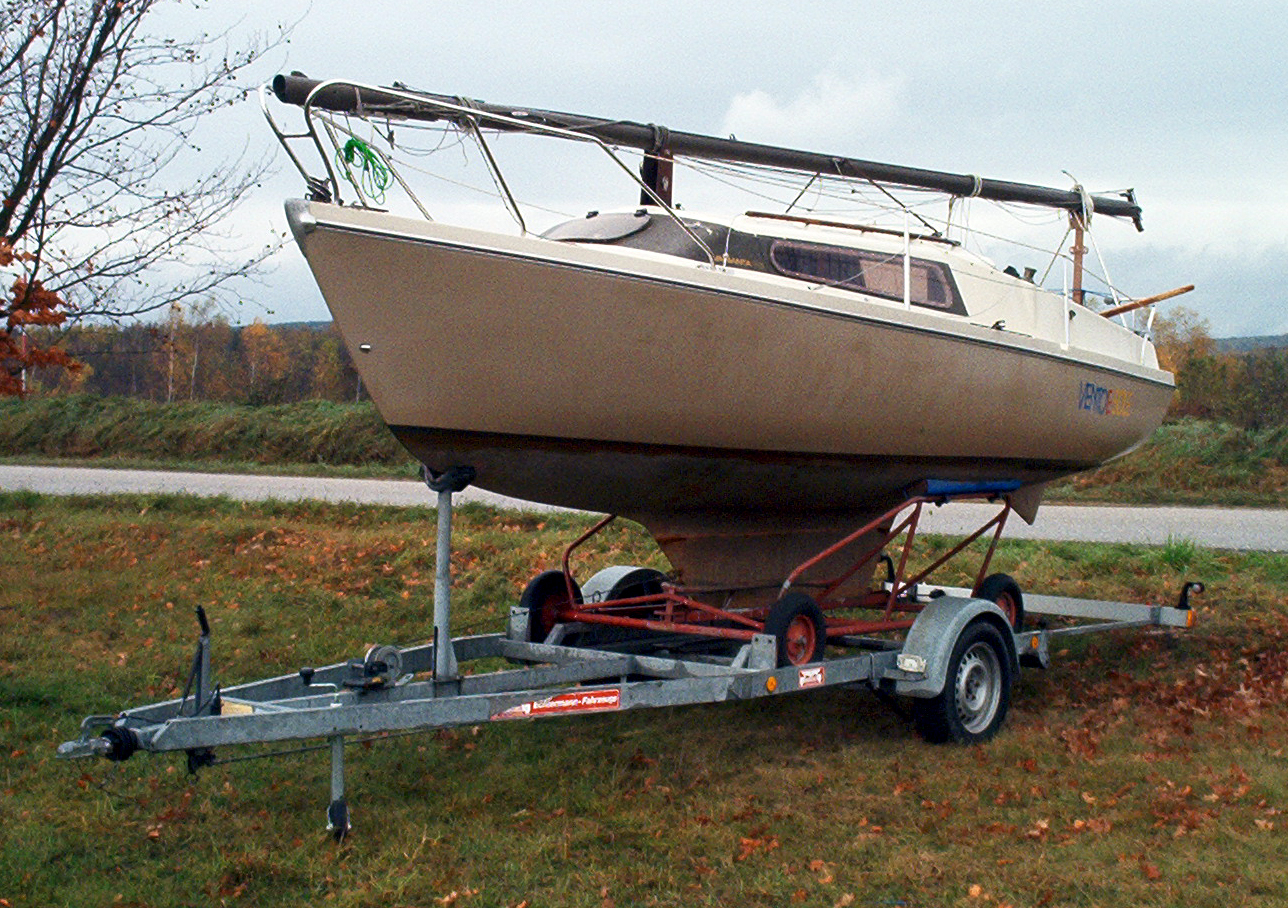
Um reboque para pequenos barcos

Um reboque, atrelado ou trailer (termo da língua inglesa) é um veículo de carga que consta minimamente de chassi, rodas e superfície de carga. Para obter movimento, se engancha a um veículo automotor, como carros de passeio, caminhões ou tratores. Em Portugal, também se chama galera.

## Uso desvirtuado do engate de reboque no Brasil
No Brasil, a finalidade do engate de reboque foi desvirtuada e seu objetivo principal de rebocar ficou em segundo plano, dando lugar a uma função de proteger o para-choque traseiro. Porém, ao contrário do que se imagina, um impacto no engate é, na verdade, mais danoso à estrutura do veículo. Esta prática causa inúmeros problemas uma vez que, em batidas leves, geralmente ao estacionar, o que poderia ser apenas um encostão pode causar danos visíveis no veículo atingido pelo engate.

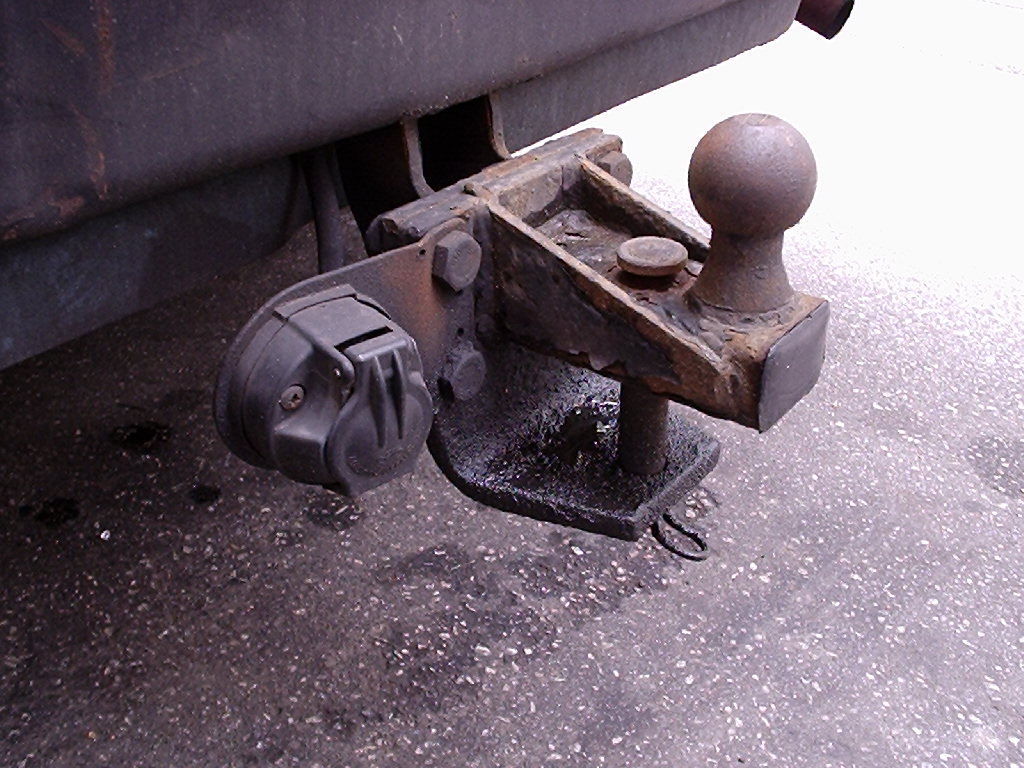
Um exemplo de engate de reboque que pode causar danos ao parachoque de outros veículos